# 초고속 별 목록
초고속 별 목록은 초고속 별들을 수록해 둔 목록이다.

## 목록
2014년 까지 총 20 개의 HVS가 알려져 있다.
- HVS 1 - (SDSS J090744.99+024506.8) ("외톨이 별") - 처음으로 발견된 초고속 별
- HVS 2 - (SDSS J093320.86+441705.4) 또는 (US 708)
- HVS 3 - (HE 0437-5439) - 대마젤란 은하에서 왔을 것으로 추정
- HVS 4 - (SDSS J091301.00+305120.0)
- HVS 5 - (SDSS J091759.42+672238.7)
- HVS 6 - (SDSS J110557.45+093439.5)
- HVS 7 - (SDSS J113312.12+010824.9)
- HVS 8 - (SDSS J094214.04+200322.1)
- HVS 9 - (SDSS J102137.08-005234.8)
- HVS 10 - (SDSS J120337.85+180250.4)